# Zespół Muzyki Polskiej Mokosza

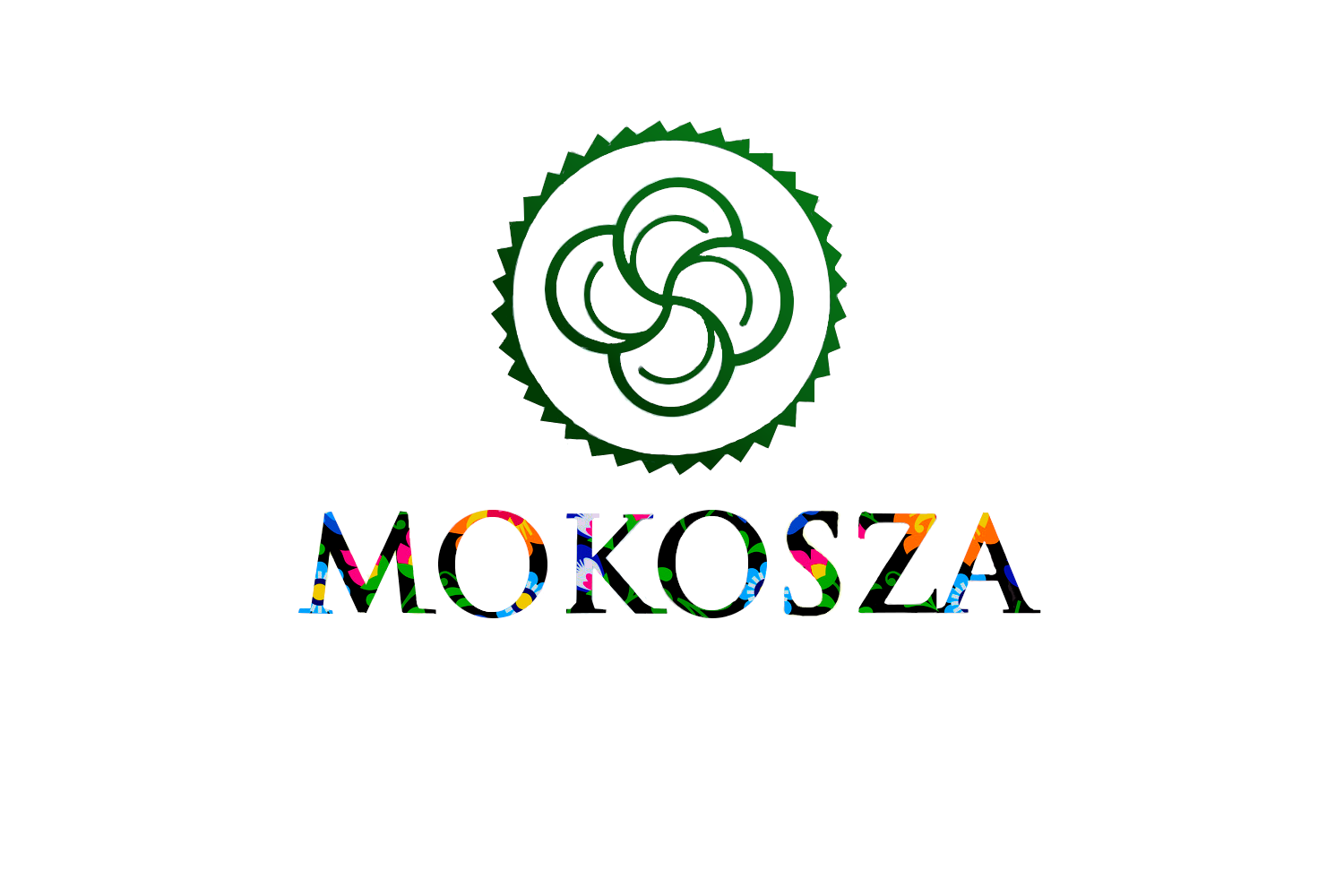
Logo Zespołu Muzyki Polskiej Mokosza

Zespół Muzyki Polskiej MOKOSZA – polski zespół muzyki ludowej.
Zespół powstał w 2009 roku. Od samego początku zespół działa w ramach Gminnego Ośrodka Kultury i Sportu w Kątach Wrocławskich. Pomysłodawcami i założycielami byli absolwenci Akademii Muzycznej we Wrocławiu im. Karola Lipińskiego – małżeństwo Iwona i Piotr Lerochowie. 
Zespół Mokosza w swoim repertuarze posiada wyłącznie muzykę polską. Inspiracje czerpie z folkloru polskiego oraz literatury i muzyki klasycznej. Nieocenioną skarbnicą jest dla nas wielotomowe dzieło wybitnego polskiego etnografa Oskara Kolberga „Lud. Jego zwyczaje, sposób życia, mowa, podania, przysłowia, obrzędy, gusła, zabawy, pieśni, muzyka i tańce” oraz cyklem nagrań „Muzyka źródeł” Polskiego Radia. Na repertuar zespołu składają się polskie pieśni ludowe, melodie tradycyjne, tzw. utwory patriotyczne oraz  pieśni Fryderyka Chopina i Stanisława Moniuszki w autorskim opracowaniu Mokoszy. Autorem wszystkich kompozycji i opracowań muzycznych jest Piotr Leroch.

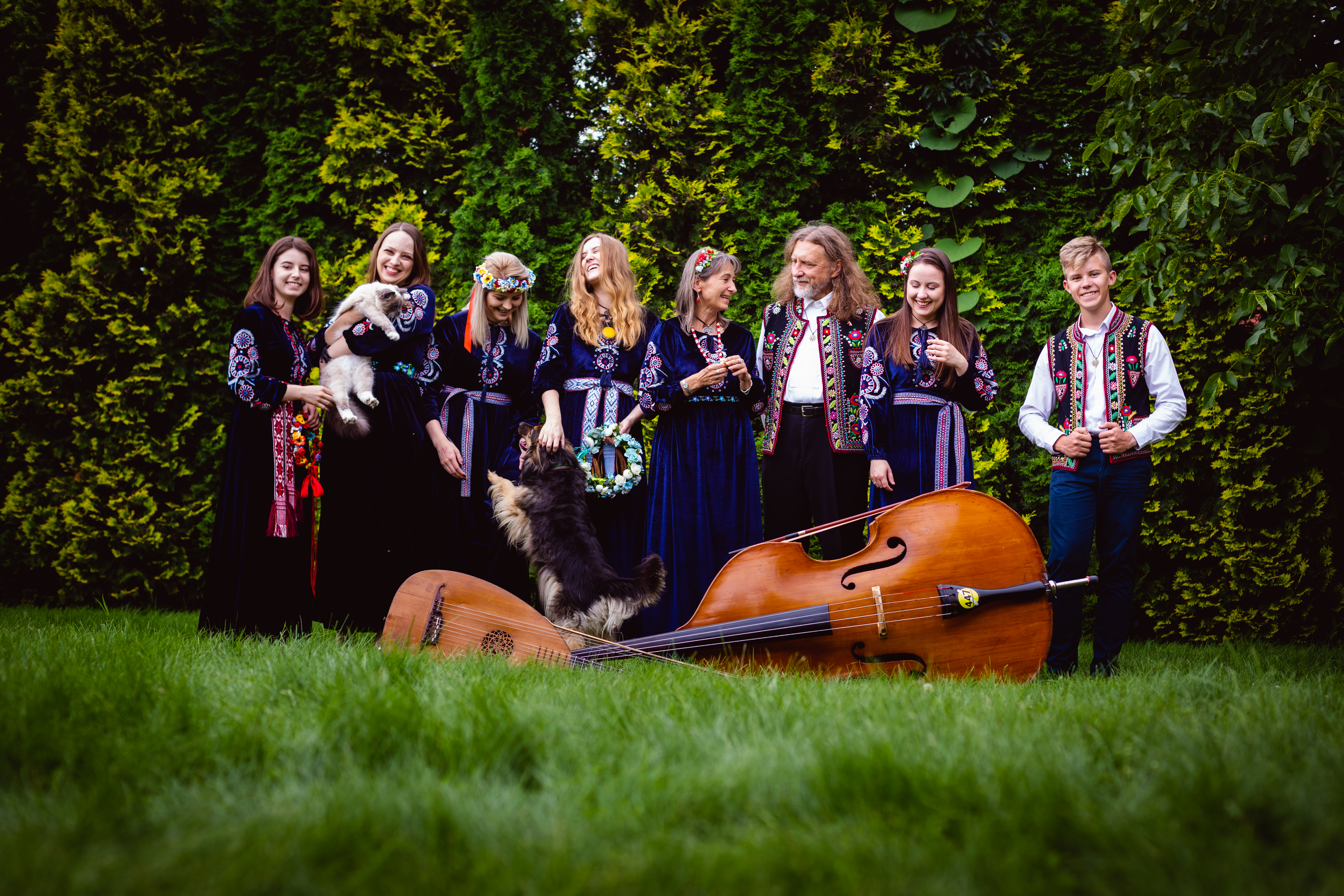
Strój koncertowy

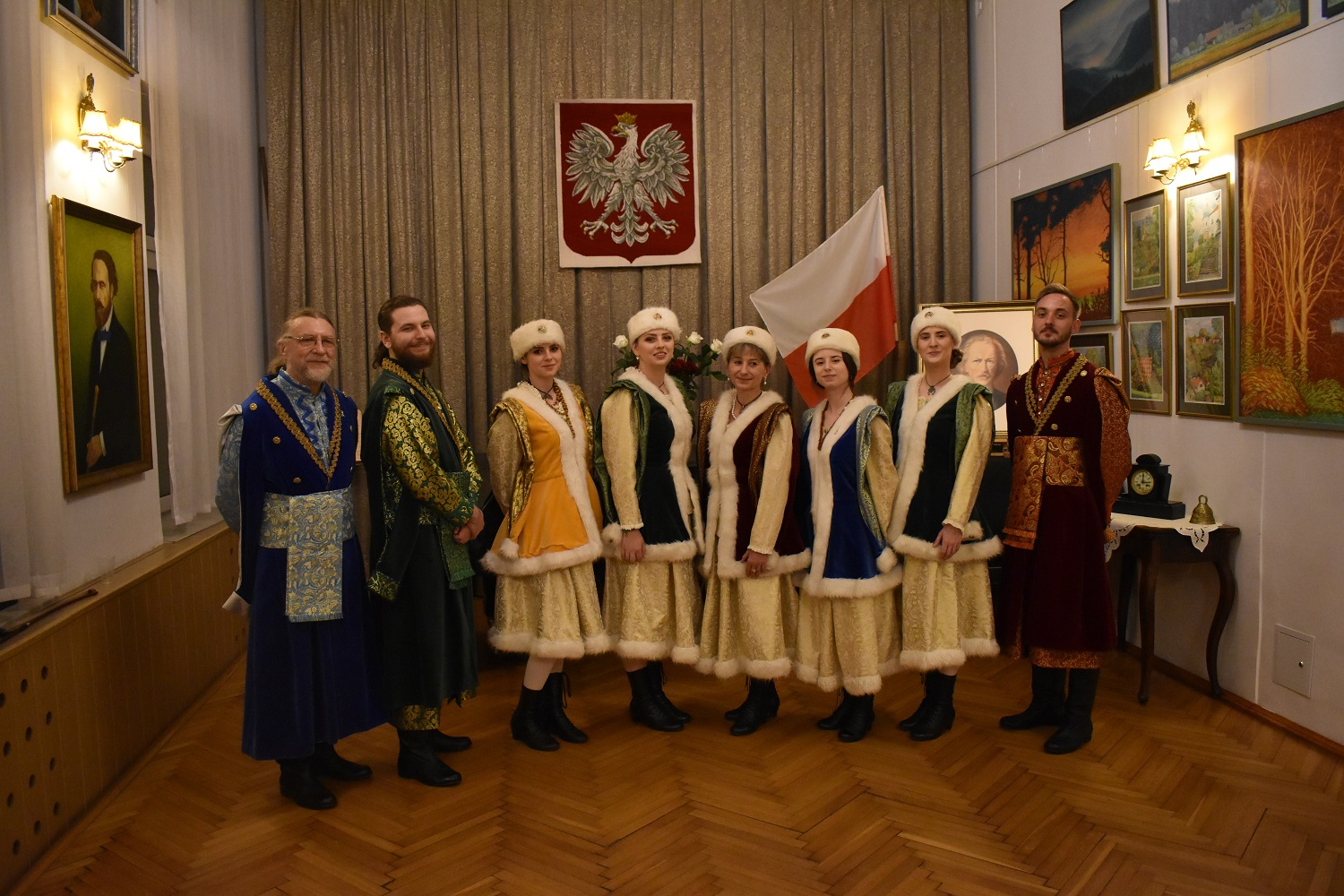
Strój szlachecki

## Koncerty
Najważniejsze koncerty:
- „XIII Festiwal Tradycji Dolnego Śląska, Opera Wrocławska, 2022
- „Polskie Kwiaty” - Teatr Zdrojowy, Szczawno-Zdrój, 2022
- „Polskie Kwiaty” - MOK, Głogów, 2022
- „Sławiańskie Kąty” - GOKiS, Kąty Wrocławskie, 2022
- „Słowiańskie Święto Plonów” - GOKiS, Kąty Wrocławskie, 2021
- „Noc Kupały” - Zagórze Śląskie 2021
- „W kręgu polskiej pieśni romantycznej” - Klub Muzyki i Literatury, Wrocław, 2021
- „Koncert z okazji rocznicy urodzin St. Moniuszki” – GOKiS, Kąty Wrocławskie, 2021
- „Koncert z okazji Święta Trzeciego Maja” – GOKiS, Kąty Wrocławskie, 2021
- Koncert z okazji Święta Niepodległości” – GOKiS, Kąty Wrocławskie, 2020
- „Koncert z okazji Roku Moniuszkowskiego” – GOKiS, Kąty Wrocławskie, 2019
- „Koncert z okazji Święta 11 Listopada” – Klub Muzyki i Literatury, Wrocław, 2019
- Koncert z okazji Dnia Seniora - Impart, Wrocław, 2019
- „Noc muzeów” -Muzeum Regionalne, Środa Śląska, 2019
- „Narodowe Granie – Wiwat Moniuszko!” - Pałac Prezydencki, Warszawa, 2019
- „Koncert z okazji 3 Maja” - Muzeum Katyńskie, Warszawa, 2019
- "Urodziny Chopina" - Gminny Ośrodek Kultury, Mietków, 2019
- "Dzień Kobiet z Fryderykiem Chopinem" - Gminny Ośrodek Kultury, Kostomłoty, 2019
- „Słowiańskie Szczodre Gody” – Salonik Smaku, Wrocław, 2018
- „Noc Kupały – Słowiańskie Święto” – GOKiS, Kąty Wrocławskie, 2018
- „W hołdzie Zorianowi Dołędze Chodakowskiemu” – GOKiS, Kąty Wrocławskie, 2018
- Koncert na XV Międzynarodowym Kongresie Słowian - Sobótka, 2018
- Koncert z okazji Święta Trzeciego Maja – Środa Śląska, 2018
- „Dzień Flagi” Dolnośląski Urząd Wojewódzki, Wrocław, 2018
- "Piegowaty koncert" - Polskie Radio, Studio S1 im. W. Lutosławskiego, Warszawa, 2017
- „Koncert z okazji Święta Niepodległości” – Muzeum Wojska Polskiego, Warszawa, 2017
- "Dożynki Wojewódzkie" - Uraz, 2017
- "Narodowe czytanie" - Muzeum Narodowe, Wrocław, 2017
- „W hołdzie Zorianowi Dołędze Chodakowskiemu” Klub Muzyki i Literatury, Wrocław, 2017
- Koncert z okazji jubileuszu 150-lecia Kół Gospodyń Wiejskich - Opera Dolnośląska, Wrocław, 2016
- 2 koncerty pt. "Noc Kupały" - Zamek Książąt Pomorskich, Szczecin, 2016
- „Koncert z okazji Roku Reymontowskiego” - Muzeum Etnograficzne, Wrocław, 2015
- "Święto Województwa Dolnośląskiego" - Urząd Marszałkowski, Wrocław, 2015
- 2 koncerty na Dożynkach Prezydenckich - Spała, 2015
- Koncert na Konferencji Światowej Organizacji Celnej WTO - Ratusz, Wrocław, 2015
- „Święto Niepodległości” – Muzeum Narodowe, Wrocław, 2013
- Koncert na Festiwalu Tradycji Dolnego Śląska - Opera Dolnośląska, Wrocław, 2012
- "Dożynki Wojewódzkie" - Juszczyn, 2012
- „Dzień otwarty Polskiego Radia Wrocław” – Wrocław, 2012
- Finały WOŚP w latach 2010 -2022
- Dożynki Gminne – Katy Wrocławskie w latach 2010-2022

## Dyskografia
Zespół Muzyki Polskiej Mokosza w 2022 roku wydał płytę "Noc Kupały. Zakazane Święto"

## Odznaczenia
W 2019 roku MOKOSZA została uhonorowana przez Ministra Kultury i Dziedzictwa Narodowego odznaką „„Zasłużony dla Kultury Polskiej”.